# Nahid Valles
Le Nahid Valles sono una struttura geologica della superficie di Venere.